# رودوالد ملك اللومبارد
رودوالد ملك إيطاليا اللومباردي والذي خلف والده روثاري على العرش في 652. قيل أنه كان فاسقًا واغتيل بعد ستة أشهر فقط في 653 من قبل زوج إحدى عشيقاته. كتب بولس الشماس عنه «ساد خمس سنوات وسبعة أيام» على الرغم من أن المؤرخين يشكون بصحة طول هذا العهد. انتخب أريبرت وهو مطالب منافس على العرش بدعم من الكنيسة الكاثوليكية التي عارضت النظام الملكي الآريوسي.
| سبقه روثاري | ملك اللومبارد 652–653 | تبعه أريبرت الأول |

## وصلات خارجية
- بولس الشماس, History of the Lombards, Book 4, translated by William Dudley Foulke, 1907. See chapter XLVIII for Rodoald’s reign.